# Juturna
Juturna é, na mitologia romana, uma deusa menor, ninfa das águas e mananciais e filha do rei mítico Dauno e irmã de Turno, rei dos rútulos, com quem participa dos combates para expulsar Eneias e os troianos que vieram se estabelecer na península Itálica, depois da queda de Troia. Protege as lagoas, as nascentes, os poços e os rios.

## História
Posteriormente, também a chamavam de Diuturna e era honrada à beira do rio Numício, não longe de Lavínio, cidade que Eneias fundou e à qual deu esse nome em homenagem à sua segunda esposa, Lavínia. Segundo Virgílio, na Eneida, era filha da deusa Venília, divindade antiga das águas doces. A tradição romana a associava ao culto de Netuno.
Segundo a lenda, foi amada por Júpiter, que, para recompensá-la, a tornou imortal e lhe deu o domínio sobre os rios e as águas. Essa ligação secreta foi revelada por outra ninfa, Lara (ou Larunda), que por esse motivo foi punida pelo rei dos deuses com a perda da fala. Segundo outra versão, era mulher do deus Jano, com quem teve o filho Fonte.
Desempenha papel importante no livro XII da Eneida. Incitada pela deusa Juno, que era hostil aos troianos, assume a aparência do chefe itálico Camerto e, com censuras e exortações, faz com que ele reúna o exército dos rútulos e o manda atacar os troianos. Em seguida suscita um prodígio (uma águia é obrigada pelos pássaros que perseguia a soltar sua presa e fugir) para influenciar os aliados de Turno (Eneida, XII, 216-256).
Quer livrar a todo custo seu irmão Turno do duelo com Eneias, porque sabe que ele será derrotado. Adota a aparência de Metisco, cocheiro de seu irmão, e durante o duelo entre os dois inimigos dá a Turno a espada forjada por Vulcano, que ele havia perdido durante o combate. Foi obrigada por uma fúria enviada por Júpiter a abandonar o irmão ao seu destino.
Em Roma, davam o nome de lacus Iuturnae (lago de Juturna) a uma fonte situada no Fórum Romano, ao lado do Templo de Vesta. Tinha um templo consagrado a ela no Campo de Marte, que provavelmente se identifica com a área sagrada do Largo di Torre Argentina. Foi mandado construir por Caio Lutácio Cátulo em 241 a.C. depois de ter vencido a Batalha das ilhas Égadas perto do litoral da Sicília, derrotando os cartagineses na Primeira Guerra Púnica.
Sua festa (a Juturnália) era celebrada em 13 de janeiro. Dela participavam os encarregados dos chafarizes e pessoas que haviam escapado de um incêndio.